# کوین هوگارت
کوین هوگارت (انگلیسی: Kevin Hogarth؛ زادهٔ ۱۰ فوریهٔ ۱۹۳۴) بوکسور اهل استرالیا است.